# Alfons Pacheco
Alfons Pacheco (ur. 1551 w Minaya, zm. 25 lipca 1583) – hiszpański jezuita, męczennik i błogosławiony Kościoła rzymskokatolickiego.

## Życiorys
W wieku 16 lat wstąpił do zakonu jezuitów. Przebywał na misjach na półwyspie Salsette i w Europie. Został zamordowany wraz z Rudolfem Acquaviva przez zrewoltowanych wieśniaków. Ich wspólnej beatyfikacji w grupie Męczenników z Salsette dokonał papież Leon XIII w 1893. 